# ヴィルヘルム・マイスターの修業時代
『ヴィルヘルム・マイスターの修業時代』（ヴィルヘルム・マイスターのしゅうぎょうじだい、独: Wilhelm Meisters Lehrjahre）は、ゲーテによる教養小説の古典。1796年に発表され、後に出された教養小説の模範となった作品である。続編に『ヴィルヘルム・マイスターの遍歴時代』がある。
長編8巻で展開され、第1巻から第5巻は、内容的にはゲーテの存命時には未発表の断片からなるもので、「ヴィルヘルム・マイスターの演劇的使命」（Wilhelm Meisters theatralische Sendung）と題されていたものである。両テキストの比較では、若干の表現、つまり字句の相違が見られるに留まっている。

## あらすじ
- 第1巻から第5巻：主人公ヴィルヘルム・マイスターは、演劇人を目指すが、注目すべき成果にもかかわらず挫折する。
- 第6巻：次に、若く敬虔な孤児院の女性が、実に美しい心を持ち、宗教と対置するものの、結局、成熟した女性として自分の信仰を育んでいくようになる。
- 第7巻と第8巻：ヴィルヘルムは、自分にとって世界のすべてとももくろんだ舞台活動と決別し、最終的にフリーメイソンに至り、そこで社会的な改革を成し遂げたいと願う。

## 影響
『ヴィルヘルム・マイスターの修業時代』は発表と同時に圧倒的な支持をもって読者に迎えられた。フリードリヒ・シュレーゲルは、近代の三大所産として「フランス革命、フィヒテの知識学、ヴィルヘルム・マイスター」を挙げている。また教養小説（ビルドゥングスロマン）という形式も含めて、この小説は若い作家たちに小説の規範として受け取られた。ヴィルヘルム・マイスターを意識して書かれた小説には、ノヴァーリスの『青い花』などがある。
なお本作に収められた詩には、多くの作曲家が曲を付けた。特に、「涙と共にパンを食べた事の無い者は "Wer nie sein Brot mit Tränen aß"」（第2巻第13章）、「君よ知るや南の国 "Kennst du das Land, wo die Zitronen blühn"」（第3巻第1章）、「ただ憧れを知る者だけが "Nur wer die Sehnsucht kennt"」（第4巻第11章）などが知られている。

## 日本語訳
- 『ヴィルヘルム・マイスターの修業時代』 山崎章甫訳、岩波文庫 全3巻、2000年。旧版は小宮豊隆訳
- 『ヴィルヘルム・マイスターの修業時代』 前田敬作・今村孝訳、「ゲーテ全集7」潮出版社、新装版2003年
- 『ウイルヘルム・マイスターの修業時代』 高橋義孝訳、「ゲーテ全集5」人文書院、1960年。のち新潮社「世界文学全集」他に収録。